# Syrianska FC

Bandera del Pueblo Sirio-Arameo.

El Syrianska Football Club (Syrianska FC) es un equipo de fútbol de Suecia de la ciudad de Södertälje.

## Historia
El club fue fundado el 1 de julio de 1977 por un grupo de arameos con el nombre Suryoyo SK, el cual usaron hasta 1986 al cambiarlo por su nombre actual.

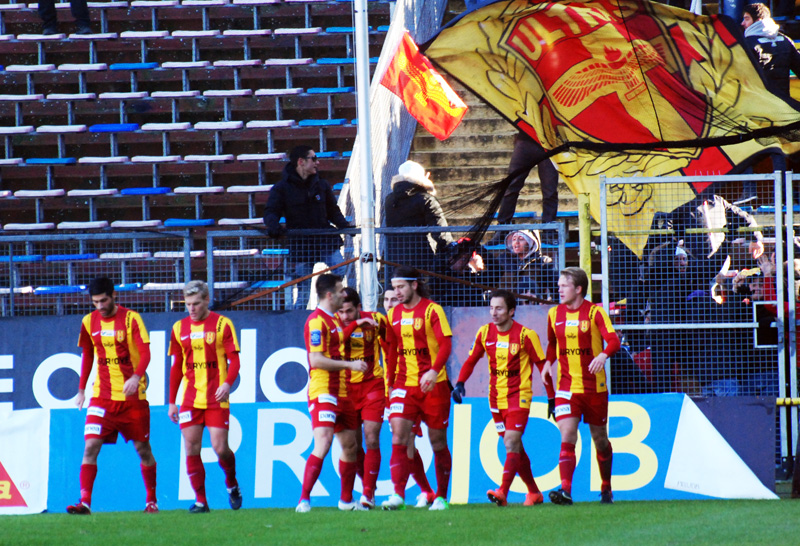
El Syrianska FC con sus aficionados.

Llegaron a la máxima categoría en la temporada 2011 por primera vez en su historia luego de ganar el título de la Superettan, convirtiéndose en el equipo 61 que juega en la máxima categoría.
Desde 2020, el Syriaska FC juega en la División 2. En la temporada 2022, el equipo terminó en el puesto número 3 en la División 2.

## Palmarés

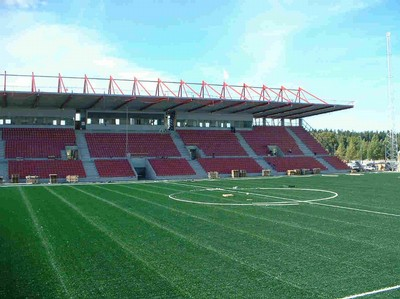
Södertälje Fotbollsarena

- Superettan: 1

2010
- Division 1 Norra: 1

2008

## Estadio
El Syrianska FC juega sus partidos de local en el Södertälje Fotbollsarena en Södertälje, misma sede de sus rivales locales del Assyriska Föreningen. El estadio fue construido en el 2005 por €12 millones y sus medidas son 105 x 68 y es de superficie artificial.

## Números retirados
12 - Aficionados

### Plantilla 2018
- = Lesionado de larga duración